# イルミン・シュミット
イルミン・シュミット（Irmin Schmidt、1937年5月29日 - ）は、ドイツのキーボード奏者にして作曲家であり、カンの創設メンバーとして最もよく知られている。

## 略歴
シュミットはベルリンで生まれ、ドルトムントの音楽院や、エッセンのフォルクヴァング大学、ザルツブルク・モーツァルテウム大学で音楽を学び、ケルンにてカールハインツ・シュトックハウゼンの「新しい音楽のためのケルン講座」で作曲を学んだ。
彼は主に指揮者として仕事を始め、ボーフム交響楽団やウィーン交響楽団、そして1962年に結成された「新しい音楽のためのドルトムント・アンサンブル」とコンサートを行った。この間、彼はいくつかの指揮者に贈られる賞を受賞した。シュミットはまた、アーヘン劇場で楽長を務め、シャウシュピールシュシュ・ボーフム（演劇学校）でミュージカルやシャンソンの講師として、またコンサート・ピアニストとして働いた。
1968年、シュミットはホルガー・シューカイ、ミヒャエル・カローリ、ヤキ・リーベツァイトとともに実験的なクラウトロック・バンド、カンを結成した。シュミットは、1979年にグループが解散するまで、カンのキーボード奏者を務めた。1986年と1991年に、カンの再結成にも参加した。
シュミットは、『Knife in the Head』（1978年）や『パレルモ・シューティング』（2008年）など、40作品以上の映画やテレビ番組のスコアを担当している。何枚かのソロ・アルバムを録音しており、マーヴィン・ピークの『ゴーメンガースト三部作』に基づいたオペラ『ゴーメンガースト』を書いた。『ゴーメンガースト』は1998年にヴッパータール歌劇場にて初演されている。この作品からの抜粋版が、1999年に「Spoon Records」から発表された。彼の妻、ヒルデガルト・シュミットは、1970年代からカンのマネージメントおよびレコード・レーベル「Spoon Records」の責任者となっている。
2008年現在、シュミットは南フランスに住んでいる。音楽以外の趣味は料理。2015年、芸術文化勲章 (シュヴァリエ)を受賞した。
2018年、シュミットとイギリスの作家兼編集者であるロブ・ヤングは『All Gates Open：The Story of Can』というタイトルのカンに関する本を出版した。

## ディスコグラフィ

### ソロ・アルバム
- Filmmusik (1980年)
- Filmmusik, Vol. 2 (1981年)
- Toy Planet (1981年) ※with Bruno Spoerri
- Filmmusik, Vols. 3 & 4 (1983年)
- Rote Erde (1983年) ※サウンドトラック
- Musk at Dusk (1987年)
- Filmmusik Vol. 5 (1989年)
- Impossible Holidays (1991年)
- Soundtracks 1978–1993 (1994年)
- Gormenghast (2000年)
- 『マスターズ・オブ・コンフュージョン』 - Masters of Confusion (2001年) ※イルミン・シュミット&クモ名義
- Flies, Guys and Choirs (2008年) ※DVD。イルミン・シュミット&クモ名義
- Axolotl Eyes (2008年) ※イルミン・シュミット&クモ名義
- Palermo Shooting (2008年) ※映画『パレルモ・シューティング』サウンドトラック
- Filmmusik Anthology, Volume 4 & 5 (2009年)
- Villa Wunderbar (2013年) ※2枚組CDコンピレーション。 スリーブノートをヴィム・ヴェンダースが担当[6]
- Filmmusik Anthology Volume 6 (2015年)
- 『5 Klavierstücke - 5つのピアノ作品集』 - 5 Klavierstücke (2018年)

## ビブリオグラフィ
- Young, Rob; Schmidt, Irmin (2018). All Gates Open: The Story of Can. London: Faber and Faber. ISBN 978-0571311491

## ビデオグラフィ
- Romantic Warriors IV: Krautrock (2019年)